# ابن العريف
ابن العريف (481 هـ - 526 هـ / 1088 - 1141 م) هو عالم وشاعر، من أهل الأندلس.
هو أحمد بن محمد بن موسى الصنهاجي الأندلسي المري، أبو العباس. نسبته إلى المرية ووفاته بمراكش. له كتاب «محاسن المجالس».

## مؤلفاته
- محاسن المجالس
- مطالع الأنوار ومنابع الأسرار
- مفتاح السعادة لأهل الإرادة في الطهور
- الكسوة للحضرة الرفيعة
- مفتاح السعادة وتحقيق طريق السعادة، صدر بتحقيق المؤرخة الدكتورة عصمت دندش.[3]